# Kulturhuset, Leksand

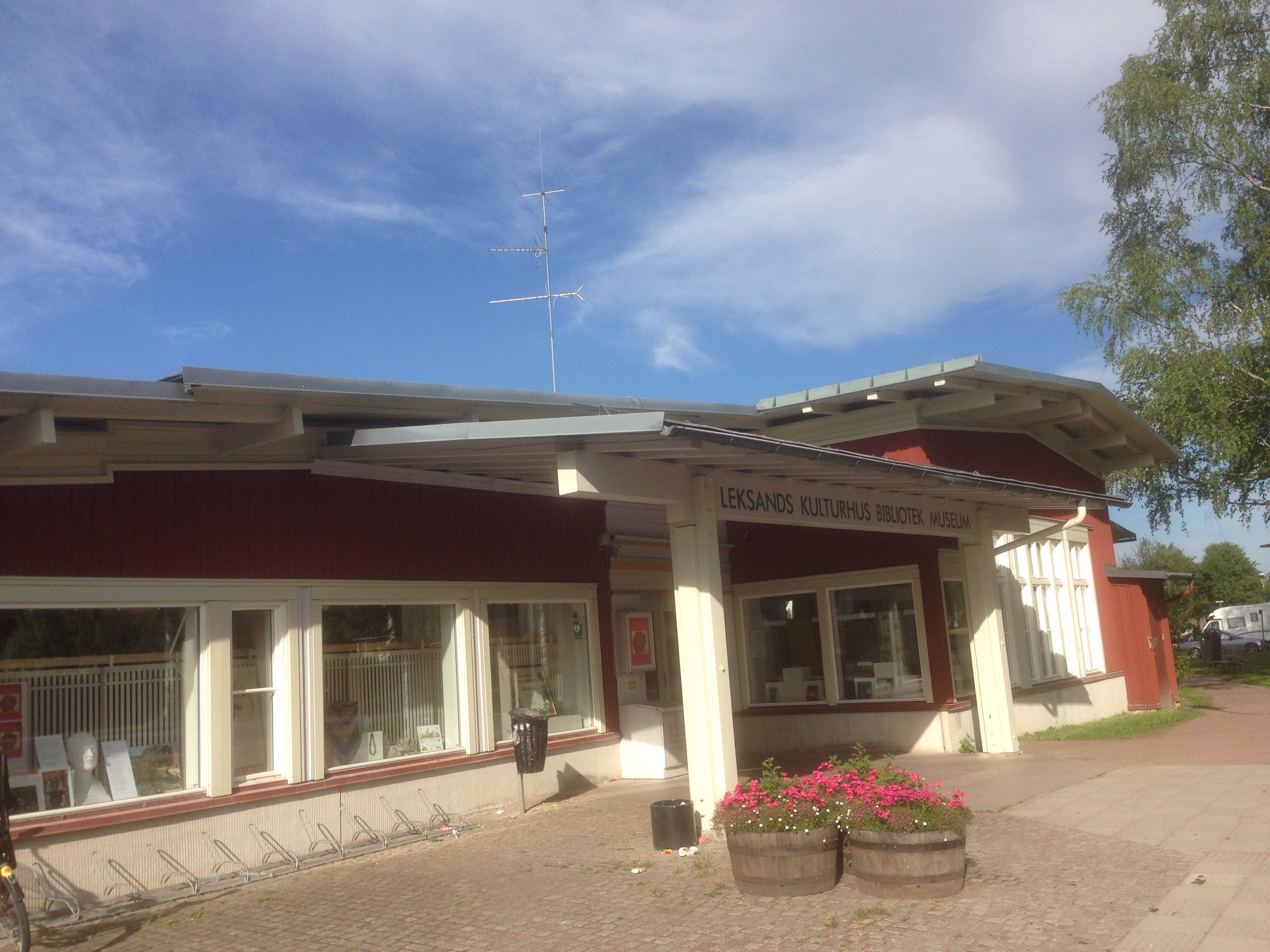
Leksands Kulturhus - Leksand

Leksands kulturhus är ett kulturhus i Leksand, som invigdes 1985. Initiativet till ett kulturhus togs av målaren och hembygdsforskaren Gustaf Ankarcrona redan 1919.
Leksands kulturhus är en byggnad i trä i två våningar, som ritades av Gunnar Mattsson då han vann en arkitekttävling som utlystes 1979. Mattssons namn på tävlingsförslaget var "Mellan björk och syrén", vilket syftar på den björkallé som leder fram till kulturhuset. Leksands Kulturhus har blivit belönat med flera priser: 1985 med SAR Dalarnas Arkitekturpris och med Sveriges Arkitekters Riksförbunds Kasper Salin-pris 1987. 
Kulturhuset inrymmer bibliotek, museum och lokalhistoriskt arkiv. För inredningen står Åke Axelsson. 
Museet har permanenta utställningar i dalmåleri och en dräktutställning med leksandsdräkten.